# Reithrodon typicus
Reithrodon typicus är en gnagare i släktet kaninmöss som förekommer i östra Sydamerika. Den har en diploid kromosomuppsättning med 28 kromosomer (2n=28).

## Utseende
Kroppslängden (huvud och bål) är 140 till 150 mm, svanslängden är 90 till 120 mm och vikten varierar mellan 60 och 105 g. Djuret har cirka 25 mm stora öron och ungefär 30 mm långa bakfötter. Den gråbruna pälsen på ovansidan blir gulbrun (med inslag av grå) fram till kroppssidorna och buken. Arten har vita händer och fötter. Även svansen är vitaktig och händernas samt fötternas sulor är nakna eller endast täckt av några få hår. Liksom andra släktmedlemmar har Reithrodon typicus ett stort huvud, en robust kropp och av korta klor.

## Utbredning
Denna gnagare lever i Uruguay och i angränsande regioner av sydöstra Brasilien (delstat Rio Grande do Sul) och nordöstra Argentina (provins Entre Ríos). Individerna vistas i gräsmarker. De gömmer sig ofta i buskar.

## Ekologi
Individerna gräver underjordiska tunnelsystem eller använder naturliga jordhålor. Boets tunnlar ligger 10 till 25 cm under markytan och det innehåller minst ett rum som har en diameter av ungefär 30 cm. Sovplatsen fodras med torrt gräs. Avföringen lämnas utanför boet. Reithrodon typicus kan leva ensam eller i grupp. Den har olika växtdelar som föda. Ofta äts rotknöl av oxalisar och rötter av fingerhirser (Digitaria). Arten tar sin föda ibland med till boet men det skapas inget förråd. Parningsberedda honor eller dräktiga honor dokumenterades mellan oktober och maj (våren och sommaren på södra jordklotet). Honorna hade tre eller fyra embryon.

## Hot
För beståndet är inga hot kända. Hela populationen anses vara stabil. IUCN listar arten som livskraftig (LC).